# Sergi Álamo
Sergi Álamo Bautista (Gerona, 27 de agosto de 1998) es un futbolista español. Actualmente juega en el Las Palmas Atlético, de la Segunda División B de España.

## Trayectoria
La carrera deportiva de Sergi Álamo comienza en la cantera del Girona FC, en 2016 forma parte del primer equipo después de hacer una temporada muy buena en los División de Honor Juvenil de España y ganarse un sitio en la pretemporada con el primer equipo realizada en Manchester jugando dos partidos, el segundo de ellos como titular contra el Manchester City EDS y el Blackburn Rovers. Debutando delante del público gerundense en la 40a edición del Trofeo Costa Brava contra el Olympique de Marsella. Para la temporada 2016/17 el club lo alinea con su inscribe en el CF Peralada, donde podría disputar partidos con ambos equipos.
En agosto de 2109 fichó por la UD Las Palmas para jugar en su filial de Segunda B.